# ي. فرانك فريمان
ي. فرانك فريمان (بالإنجليزية: Y. Frank Freeman)‏ هو شخصية أعمال أمريكي، ولد في 4 ديسمبر 1890 في غرينفيل في الولايات المتحدة، وتوفي في 5 فبراير 1969 في لوس أنجلوس في الولايات المتحدة.

## وصلات خارجية
- ي. فرانك فريمان على موقع IMDb (الإنجليزية)